# NGC 2659
NGC 2659 је расејано звездано јато у сазвежђу Једра које се налази на NGC листи објеката дубоког неба.
Деклинација објекта је - 45° 0' 0" а ректасцензија 8h 42m 36,0s. Привидна величина (магнитуда) објекта NGC 2659 износи 8,6. NGC 2659 је још познат и под ознакама OCL 752, ESO 260-SC3.